# NGC 6519
NGC 6519 је група звезда у сазвежђу Стрелац која се налази на NGC листи објеката дубоког неба.
Деклинација објекта је - 29° 48' 14" а ректасцензија 18h 3m 20,1s. Привидна величина (магнитуда) објекта NGC 6519 износи 13,9.